# Bois-Normand-près-Lyre
Bois-Normand-près-Lyre település Franciaországban, Eure megyében. Lakosainak száma 371 fő (2022. január 1.). Bois-Normand-près-Lyre Bois-Anzeray, Les Bottereaux, Chambord, Neaufles-Auvergny, La Neuve-Lyre és La Vieille-Lyre községekkel határos.

## Népesség
A település népességének változása:
| Lakosok száma | 317  | 308  | 325  | 345  | 380  | 353  | 340  | 340  | 350  | 371  |
|               | 1968 | 1982 | 1990 | 2006 | 2013 | 2015 | 2017 | 2019 | 2020 | 2022 |